# Роднина, Марина Владимировна
Мари́на Влади́мировна Роднина́ (укр. Марина Володимирівна Родніна, нем. Marina Rodnina; род. 19 ноября 1960, Киев) — немецкий и украинский биохимик, член Немецкой академии наук Леопольдина, директор отдела физической биохимии Института биофизической химии Общества Макса Планка в Гёттингене. Автор выдающихся работ, посвящённых механизмам функционирования рибосомы во время трансляции. Иностранный член НАН США (2022).

## Биография
Марина Роднина окончила Киевский национальный университет имени Тараса Шевченко. Затем изучала молекулярную биологию и защитила диссертацию на соискание учёной степени кандидата наук в 1989 году в Институте молекулярной биологии и генетики НАН Украины.

## Награды
- В июле 2015 года в Барселоне (Испания) состоялся 29-й ежегодный симпозиум Protein Society[англ.], на котором Марину Роднину наградили премией Ханса Нойрата (Hans Neurath Award[нем.])[8].
- 1 марта 2016 года в Берлине состоялось вручение премии имени Лейбница, которой учёную наградили за исследования функций рибосом[9].
- Otto-Warburg-Medaille[нем.] (2019)

## Публикации
- Fischer, N., Konevega, A.L., Wintermeyer, W., Rodnina, M.V., Stark, H. (2010) Ribosome dynamics and tRNA movement as visualized by time-resolved electron cryomicroscopy. Nature 466, 329-333.
- Milon, P., Konevega, A. L., Gualerzi, C. O., Rodnina, M. C. (2008) Kinetic checkpoint at a late step in translation initiation. Mol. Cell 30, 712-720.
- Konevega, A. L., Fischer, N., Semenkov, Y. P., Stark, H., Wintermeyer, W., and Rodnina, M. V. (2007) Spontaneous reverse movement of tRNA-mRNA through the ribosome. Nat. Struct. Mol. Biol. 14, 318-324.
- Bieling, P., Beringer, M., Adio, S., and Rodnina, M. V. (2006) Peptide bond formation does not involve acid-base catalysis by ribosomal residues. Nat. Struct. Mol. Biol. 13, 423-428.
- Gromadski, K. B., Daviter, T. and Rodnina, M. V. (2006) A uniform response to mismatches in codon-anticodon complexes ensures ribosomal fidelity. Mol. Cell. 21, 369-377.
- Diaconu, M., Kothe, U., Schlünzen, F., Fischer, N., Harms, J., Tonevitski, A.G., Stark, H., Rodnina, M. V., and Wahl, M. C. (2005) Structural basis for the function of the ribosomal L7/L12 stalk in factor binding and activation of GTP hydrolysis. Cell 121, 991-1004
- Sievers, A., Beringer, M., Rodnina, M.V., and Wolfenden, R. (2004) The ribosome as an entropy trap. Proc. Natl. Acad. Sci USA 101, 7897-7901.
- Pape T., Wintermeyer, W., and Rodnina, M.V. (2000) Conformational switch in the decoding region of 16S rRNA during aminoacyl-tRNA selection on the ribosome. Nature Struct. Biol. 7, 104-107.
- Rodnina M. V., Pape T., Wintermeyer W. Induced fit in initial selection and proofreading of aminoacyl-tRNA on the ribosome. — EMBO J.: a scientific journal of molecular biology, 1 Jul 1999. — Вып. 18, № 13. — С. 3800—3807. — ISSN 1460-2075. — doi:10.1093/emboj/18.13.3800. — PMID 10393195.
- Rodnina M. V., Savelsbergh A., Katunin V.I., Wintermeyer W. Hydrolysis of GTP by elongation factor G drives tRNA movement on the ribosome. — Nature: an interdisciplinary journal of science, 2 Jun 1997. — Вып. 6611. — С. 37—41. — ISSN 0028-0836. — doi:10.1038/385037a0. — PMID 8985244.